# Rhacophorus htunwini
Rhacophorus htunwini är en groddjursart som beskrevs av Wilkinson, Thin, Lwin och Awan Khwi Shein 2005. Rhacophorus htunwini ingår i släktet Rhacophorus och familjen trädgrodor. Inga underarter finns listade i Catalogue of Life.